# Maria Zientara-Malewska

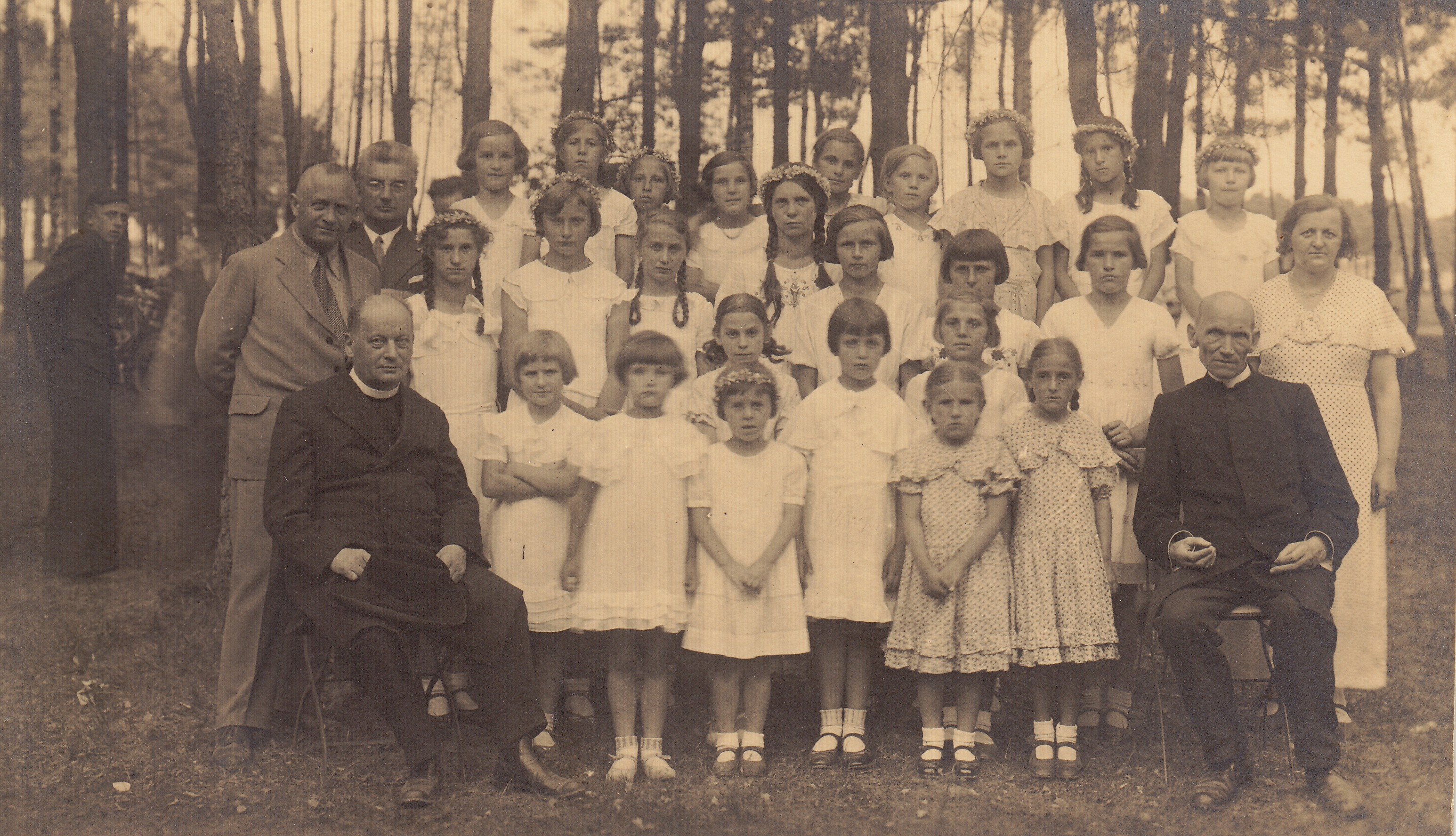
Maria Zientara-Malewska (pierwsza z prawej) z uczennicami; przed nią siedzi ks. Maksymilian Grochowski, po lewej siedzi ks. Bolesław Domański, a za nim stoją: (w jasnym garniturze) inspektor szkolny Józef Mozolewski i (w okularach) dyrektor szkoły polskiej w Złotowie, Juliusz Zieliński

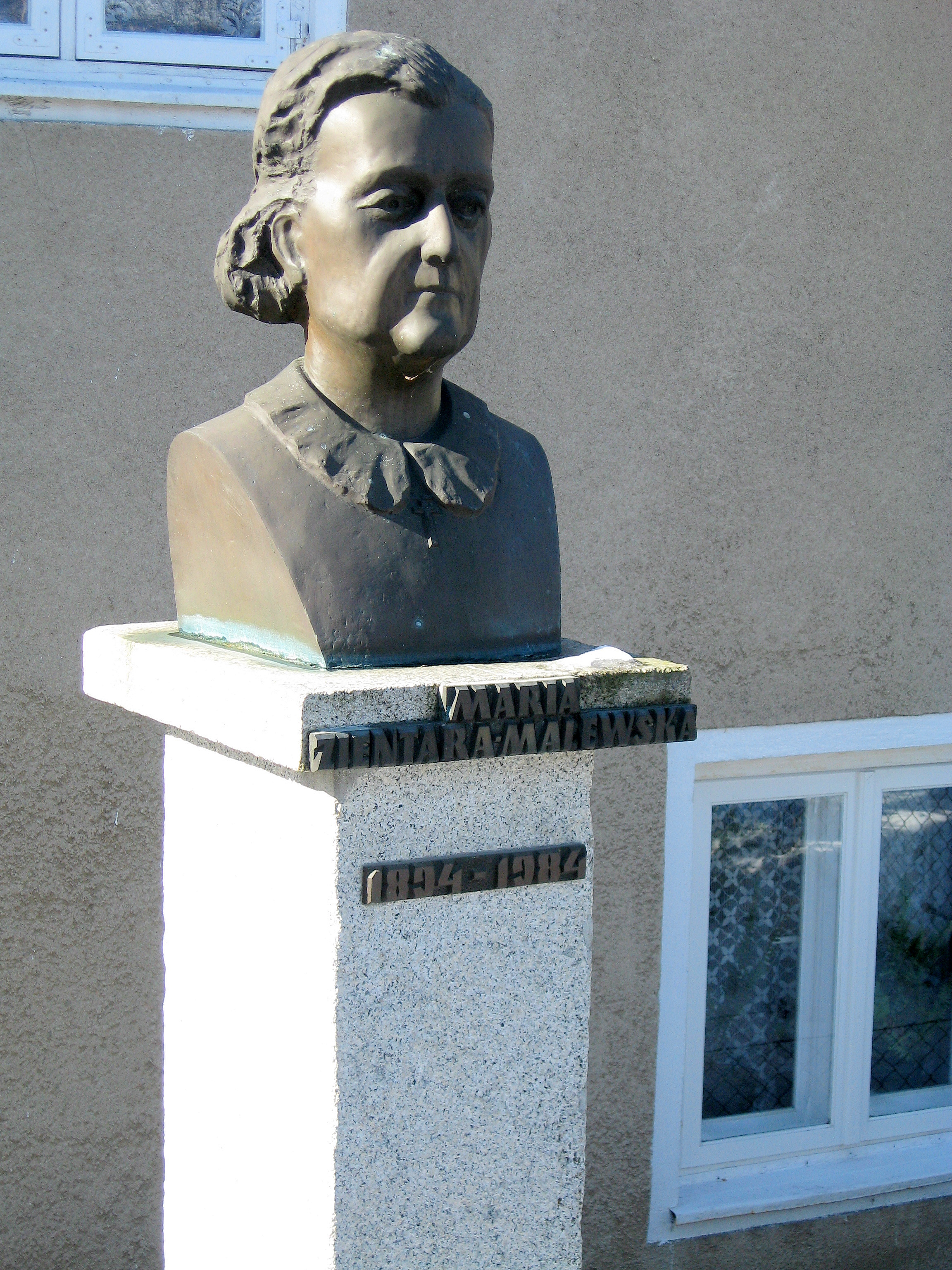
Pomnik Marii Zientary-Malewskiej w Brąswałdzie

Maria Zientara-Malewska (ur. 4 września 1894 w Brąswałdzie, zm. 2 października 1984 w Olsztynie) – poetka, nauczycielka i działaczka warmińska. Budownicza Polski Ludowej.

## Życiorys
Córka Augustyna. W 1926 ukończyła Seminarium Nauczycielskie w Krakowie. W latach 1921–1923 pracowała w Gazecie Olsztyńskiej. W tym czasie organizowała też koła Kobiet Polek i Związku Towarzystw Młodzieży w Prusach Wschodnich. Krótko prowadziła polskie przedszkole w Gietrzwałdzie, a 10 kwietnia 1929 rozpoczęła nauczanie w polskiej szkole w Chaberkowie. W 1931 roku zdała egzamin kwalifikacyjny jako nauczycielka. Następnie kierowała Wydziałem Przedszkoli i Opieki Religijnej Związku Polskich Towarzystw Szkolnych w Niemczech (w latach 1929–1935 była nauczycielką w Złotowie i Zakrzewie, od 1935 do 1939 w Nowym Kramsku).
11 września 1939 została aresztowana przez hitlerowców, a później wywieziona do obozu koncentracyjnego Ravensbrück, z którego została zwolniona 18 kwietnia 1940.
W 1945 podjęła pracę w Wydziale Oświaty Pełnomocnika Rządu na Okręg Mazurski. Była członkiem Okręgowego Polskiego Komitetu Narodowościowego oraz Instytutu Mazurskiego, działała też w Polskim Stronnictwie Ludowym. W połowie 1952 została przyjęta w poczet Związku Literatów Polskich.
Jedną ze swoich książek kończy słowami:

Przyjemnie pomyśleć, że i ja złożyłam cegiełkę pod budowę nowego życia na Warmii i Mazurach...

Członek Ogólnopolskiego Komitetu Frontu Jedności Narodu w 1958 roku.
Została pochowana na cmentarzu komunalnym w Olsztynie (kw. 15B rząd 2 grób 10).

## Twórczość
Debiutowała wierszem Pory roku zamieszczonym w Gazecie Olsztyńskiej (4 grudnia 1920).
Jej wiersze w latach międzywojennych były drukowane prawie we wszystkich czasopismach polskich w Niemczech, także w dwóch antologiach Warmia i Mazury oraz Nasi poeci. Po 1945 wydano jej 20 samodzielnych książek. Można je podzielić na trzy grupy:
- baśnie i legendy, m.in.:
  - Legendy dwóch rzek (1955)
  - Baśnie znad Łyny (1970)
- wspomnienia i opracowania z zakresu warmińskiego folkloru:
  - Warmio moja miła (1959)
  - Śladami twardej drogi (1966)
  - Wspomnienia nauczycielki (1985)
  - Wieś nad łąkami Brąswałd (Wydawnictwo Pojezierze, 1988)
- wiersze – 6 zbiorków, m.in.:
  - Pieśni Warmianki (1963)
  - Na warmińską nutę (1982)
  - Miłość prostego serca (1985)

Niegdyś przypisywano jej autorstwo tekstu hymnu warmińskiego O Warmio moja miła, co mogło wynikać z podobieństwa do tytułu jednego z wierszy Marii Zientary-Malewskiej. Jednak nie ma dowodów na jej autorstwo hymnu (pierwodruk podaje Marię Paruszewską), czas powstania utworu (1920 rok) uważa się za zbyt wczesny dla tej poetki i obecnie uważa się, że autorem (lub autorami) był ktoś inny (Paruszewska lub ktoś z otoczenia kompozytora).

## Odznaczenia
W 1955 została odznaczona Złotym Krzyżem Zasługi oraz Medalem 10-lecia Polski Ludowej. Później została odznaczona Krzyżem Kawalerskim (19 lipca 1955) i Krzyżem Oficerskim (28 października 1959) Orderu Odrodzenia Polski. W 1960 została wyróżniona Odznaką honorową "Zasłużony dla Warmii i Mazur". W 1972 została odznaczona Orderem Budowniczych Polski Ludowej. 11 maja 1980 roku otrzymała papieski medal Pro Ecclesia et Pontifice.

## Upamiętnienie
Patronka Zespołu Szkolno-Przedszkolnego w Kozłowie, Szkoły Podstawowej nr 30 w Olsztynie, Szkoły Podstawowej nr 3 w Kętrzynie, Szkoły Podstawowej w Bartach, Szkoły Podstawowej w Spychowie oraz Gimnazjum w Dywitach, jak również ulicy w Olsztynie, Kętrzynie, Reszlu, Iławieoraz Działdowie i Złotowie